# WSDZ
WSDZ – The Answer ist eine private Hörfunkstation aus Belleville, Illinois und versorgt die Greater St. Louis Area mit einem Urban-Gospel-Format. Die Station ging 1947 auf Sendung und gehört heute der evangelikal-konservativen Salem Media Group. Bei dem Sender produziert die konservative Moderatorin Dana Loesch seit 2016 ihre US-weit verbreitete Sendung.
WSDZ ist zusammen mit KMOX für die Aktivierung des Emergency Alert System für die St. Louis Area zuständig.